# IC 1469
IC 1469 је елиптична галаксија у сазвјежђу Водолија која се налази на листи објеката дубоког неба у Индекс каталогу.
Деклинација објекта је - 13° 32' 11" а ректасцензија 23h 6m 28,5s. Привидна величина (магнитуда) објекта IC 1469 износи 15,0 а фотографска магнитуда 16,0.